# 10 Years of Abuse (and Still Broke)
10 Years of Abuse (and Still Broke) ist das erste und bisher einzige Live-Album der Sludge-Band EyeHateGod. Mit der Veröffentlichung des Albums erfüllte die Band ihren Vertrag mit Century Media.

## Geschichte
Nach der Veröffentlichung von Take as Needed for Pain 1993 kam es zum Streit zwischen Century Media und EyeHateGod aufgrund mangelnder Vermarktungsmöglichkeiten der Musik, weshalb EyeHateGod das 1995er Album Dopesick ohne die finanzielle Unterstützung des Labels aufnahm. In der Konsequenz dieser Entwicklung wollte EyeHateGod den Vertrag mit Century Media beenden und als Do-it-yourself-Band weiteragieren.

„Wenn es eben geht, wollen wir aus unserem Vertrag entlassen werden, um dann auf unserem eigenen Label weiterhin Platten zu veröffentlichen und alles in der Hand zu haben. Ähnlich wie MINOR THREAT, weißt du? Selbst T-Shirts drucken, nur über Mailorder zu erreichen sein, uns unsere eigene Welt aufbauen. Totale Kontrolle über alle deine Produkte zu haben, wäre ein Traum. Daran werden wir arbeiten.“

Im September 2000 veröffentlichte EyeHateGod Confederacy of Ruined Lives und bestritt eine Europatournee. Im Anschluss an die Tour trennte sich die Band vorübergehend für etwa zehn Monate, was zu anhaltenden Gerüchten hinsichtlich der Bandmitglieder führte.

“Actually, one of the rumors that I heard was that I overdosed or killed myself or something, but no. I’m doin’ fine.”

„Eines der derzeitigen Gerüchte die ich gehört habe war, dass ich eine Überdosis hatte oder mich selbst getötet hätte oder sowas, aber Nein. Mir geht es gut.“

Erst nach der Veröffentlichung von 10 Years of Abuse (and Still Broke) nahm die Band Gary Marder als neuen Bassisten auf, der nach zwei Konzerten um New Orleans bereits auf eine Japantour mitgenommen wurde. In der Zwischenzeit widmeten sich Jimmy Bower und Joey LaCaze dem Nebenprojekt The Mystick Krewe of Clearlight unter anderem mit Musikern von Corrosion of Conformity, Jimmy Bower beteiligte sich an der Produktion des Livealbums Live Volume von Corrosion of Conformity, und Brian Patton spielte mit Soilent Green das Album A Deleted Symphony for the Beaten Down ein.

## Aufnahmen
Andreas Stappert vom Rock Hard nennt das Album „eine Art Zeitreise durch die Geschichte von New Orleans’ Sickest“, als Beschreibung der Zusammenstellung von drei verschiedenen Aufnahmezeitpunkten. So finden sich Demoaufnahmen aus dem Jahr 1990, Aufnahmen eines Radiokonzerts für den Sender KXLU aus dem Jahr 1994 und Livemitschnitte der Europatournee aus dem Jahr 2000. Das Radiokonzert wurde ursprünglich nur mitgeschnitten, um dem zukünftigen Bassisten Vince LeBlanc die Möglichkeit zu geben, die Stücke zu erlernen, wurde jedoch für die Veröffentlichung bearbeitet und bereinigt. Die Zusammenstellung sowie die Aufnahmen in Europa waren eine bewusste Entscheidung der Band gegen ein traditionelles Livealbum.

## Kritik
Andreas Stappert verzichtet auf eine Bewertung des Albums, bemängelt aber die Demoaufnahmen der ersten vier Stücke in „relativ erbärmlicher Rehearsal-Qualität“ lobt jedoch die abschließenden Konzertaufnahmen als „Herzstück und Highlight des Silberlings […], die die Atmosphäre einer EHG-Show recht eindrucksvoll ins heimische Wohnzimmer transportieren. Echt, ungeschönt und garantiert ohne Overdubs.“
Patrick Kennedy von Allmusic vergibt zweieinhalb von fünf möglichen Sternen und benennt die Aufnahmen durchweg hässlicher, wütender und aggressiver als die Studioversionen der Lieder, sieht aber ansonsten kaum Variationen in der Darbietung.

## Titelliste
1. Left to Starve – 5:08 (Demoaufnahme 1990)
2. Hit a Girl – 5:16 (Demoaufnahme 1990)
3. Depress – 9:29 (Demoaufnahme 1990)
4. Children of God – 4:44 (Demoaufnahme 1990)
5. White Nigger – 4:08 (Los Angeles Radioshow für KXLU, 2. August 1994)
6. Depress – 3:28 (Los Angeles Radioshow für KXLU, 2. August 1994)
7. Take as Needed for Pain – 5:08 (Los Angeles Radioshow für KXLU, 2. August 1994)
8. My Name Is God (I Hate You) – 5:07 (Los Angeles Radioshow für KXLU, 2. August 1994)
9. Lack of Almost Everything – 4:36 (Live in Europa 2000)
10. Blood Money – 3:47 (Live in Europa 2000)
11. Children of God – 4:52 (Live in Europa 2000)
12. Sister Fucker, Pt. 1/Sister Fucker, Pt. 2 – 5:51 (Live in Europa 2000)
13. 30$ Bag – 3:11 (Live in Europa 2000)
14. Zero Nowhere – 5:15 (Live in Europa 2000)
15. Methamphetamine – 5:37 (Live in Europa 2000)